# The Bartons Arms
The Bartons Arms är en pub belägen vid High Street (en del av vägen A34) i innerstadsområdet Newtown i stadsdelen Aston i Birmingham, England.
Puben byggdes år 1901 av två arkitekter som specialiserat sig på pubar, James and Lister Lea, för Mitchells & Butlers räkning. Puben är idag en byggnad av historiskt intresse och är bland annat känd för det kakel från Minton-Hollins som täcker hela golvet. 
Helan och Halvan bodde där vid ett tillfälle, efter att de uppträtt på den närbelägna Aston Hippodrome (som nu är riven och ersatt av The Drum Arts Centre) och de fotograferades när de serverade öl bakom baren.
Puben visas upp Atom Egoyans film Felicia's Journey från 1999 vilken utspelar sig i Birmingham. Den är även ett inslag i romanen The Last Viking: The Untold Story of the World's Greatest Heist av Ron Dawson från 2006; i vilken en grupp av rånare träffas inne i puben.
The Bartons Arms köptes år 2002 av Oakham Ales som restaurerade byggnaden. Den 28 juli 2006 skadades byggnaden av en eldsvåda, som berodde på ett elfel.
Under kravallerna i England 2011 plundrades puben, fönstren slogs sönder och bränder anlades (men de släcktes dock snabbt av förvaltaren Wichai Thumjaron. Upp till åtta skott sköts mot polisen när de försökte hantera incidenten.